# Total return swap
 (octobre 2016).
Si vous disposez d'ouvrages ou d'articles de référence ou si vous connaissez des sites web de qualité traitant du thème abordé ici, merci de compléter l'article en donnant les références utiles à sa vérifiabilité et en les liant à la section « Notes et références ».
Le total return swap ou TRS, appelé en français dérivé de crédit sur transfert de rendement, est un produit dérivé qui transfère l'intégralité de la performance d'un actif détenu en échange d'une référence variable.
Le détenteur d'un titre obligataire (acheteur de protection) transfère à autrui (vendeur de protection) le risque attaché à la baisse de valeur de titre en contrepartie de la cession des fruits et produits attachés.

## Description
Cela consiste à échanger les revenus et le risque d'évolution de la valeur de deux actifs différents. Généralement le swap porte sur l’échange d’un flux de taux contre une exposition économique à une action, un panier d’actions ou un indice avec une performance qui peut être positive ou négative. La performance négative sera alors payée par le payeur du taux, ce qui renforce le risque de contrepartie. Afin d’offrir cette performance et l’exposition économique, la banque sera amenée à financer l’acquisition du titre, du panier de titres ou de l’indice qui serviront aussi de collatéral dans l’opération.
Ces dispositifs permettent à la partie qui reçoit le TRS de bénéficier d'une position et de profiter d'un actif de référence sans avoir à le posséder. Ces swaps sont appréciés par certains fonds spéculatifs, car ils y voient une potentialité de gain importante sur la base d’une mise de fonds réduite.
Dans le cas du total return swap, la transaction peut être avec recours, et donc exposée à un risque de crédit, ou avec recours limité (limited recourse) / sans recours (non recourse). Dans le cas d’une transaction LR/NR, le client versera un coussin, de 20 par exemple, pour bénéficier d’une exposition sur 100. Le solde de 80 sera financé par la banque qui recevra en contrepartie un taux fixe ou variable plus un spread. Les 100 serviront de collatéral et le coussin de marge de sécurité en plus de la procédure d’appel de marge. Ces transactions NR/LR sont en principe exposées uniquement au risque de marché.
Toutefois, lorsque le coussin est consommé à la suite de la baisse du collatéral (gap risk), la banque se trouve exposée à un risque de contrepartie lié au délai, défini contractuellement, dont dispose cette dernière pour honorer ou non l’appel de marge. Un exemple de défaut s'est matérialisé en 2021 avec la débâcle d'Archegos Capital Management, incapable d'honorer ses appels de marge.

## Critiques
Le produit est défendu par certains investisseurs comme un moyen d'apporter de la liquidité au marché. En 2003, Warren Buffett, ayant analysé leur fonctionnement, a conclu qu'il s'agissait d'« armes financières de destruction massive, porteuses de dangers actuellement latents mais potentiellement létaux ». Les reproches portent principalement sur l'effet de levier permis jugé exagéré, et sur le manque de transparence, les investisseurs n'ayant pas à déclarer leur exposition indirecte.